# Восточная Рассоха
Восточная Рассоха — река в России, протекает в Чердынском районе Пермского края. Одна из трёх составляющих реки Берёзовая, течёт к месту слияния с востока, в то время как две другие составляющие Северная Рассоха и Полуденная Рассоха притекают с севера и юга соответственно. Длина реки составляет 18 км.
Исток реки расположен на хребте Берёзовый Камень (отрог Северного Урала). Течёт на юго-запад и запад, всё течение проходит по ненаселённой местности среди холмов покрытых таёжным лесом. Характер течения — горный.

## Данные водного реестра
По данным государственного водного реестра России относится к Камскому бассейновому округу, водохозяйственный участок реки — Кама от водомерного поста у села Бондюг до города Березники, речной подбассейн реки — бассейны притоков Камы до впадения Белой. Речной бассейн реки — Кама.
Код объекта в государственном водном реестре — 10010100212111100005898.